# Polywater
Polywater was een hypothetisch gepolymeriseerde vorm van water die in de jaren 1960 heel wat stof deed opwaaien.
Eerst werd de ontdekking van de Russische fysicus Nikolaj Fedjakin niet ernstig genomen. Het ging om een nieuwe waterfase die stroperiger was dan de vloeibare. Onder druk van de Koude Oorlog besloot de VS toch onderzoek hiernaar te doen. Later werd zelfs gevreesd dat deze watervorm uit het lab zou ontsnappen, waardoor al het water in zeeën en rivieren zou polymeriseren en het leven onmogelijk zou maken.
Uiteindelijk werd duidelijk dat het polywater om verontreiniging van het water ging.